# Libro di Kells
Il Libro di Kells (Leabhar Cheanannais in gaelico, Book of Kells in inglese), conosciuto come Grande Evangeliario di san Columba, è un manoscritto miniato, realizzato da monaci irlandesi intorno all'800 nell'ambito dell'arte insulare. Per l'eccellenza tecnica della sua realizzazione e la sua bellezza, questo esempio dell'arte irlandese è considerato da molti studiosi una delle più importanti opere d'arte dell'epoca. Contiene il testo dei quattro Vangeli in latino, accompagnato da note introduttive ed esplicative, il tutto corredato da numerose illustrazioni e miniature riccamente colorate. Il manoscritto è in mostra permanente alla biblioteca del Trinity College di Dublino, dove porta la segnatura MS 58.

## Storia

### Origini
Il Libro di Kells è uno dei più illustri rappresentanti di un gruppo di manoscritti prodotti, dalla fine del VI secolo all'inizio del IX secolo, nei monasteri irlandesi, scozzesi, dell'Inghilterra settentrionale e nei monasteri del continente fondati da iberno-scozzesi o anglosassoni. Tra questi manoscritti vi sono:
- Il Cathach di san Columba,
- L'Orosio Ambrosiano,
- Il Libro di Durrow,
- I Vangeli di Durham,
- I Vangeli di Echternach,
- I Vangeli di Lindisfarne,
- I Vangeli di Lichfield,
- L'Evangeliario di San Gallo,
- Il Libro di Armagh.

Questi, assieme ad altri non menzionati, mostrano grandi somiglianze nello stile artistico, nella scrittura e nella tradizione testuale, consentendo agli studiosi di raggrupparli in una medesima famiglia. Lo stile decorativo pienamente sviluppato colloca il libro di Kells alla conclusione della serie, tra la fine dell'VIII e l'inizio del IX secolo. Esso segue molte delle tradizioni stilistiche ed iconografiche dei manoscritti precedenti, come ad esempio la forma delle lettere decorate nelle pagine incipitarie dei Vangeli, che è sorprendentemente regolare nei vangeli insulari. Si confronti, per esempio, la pagina d'esordio del vangelo di Matteo nei Vangeli di Lindisfarne e nel libro di Kells.
Il libro di Kells prende nome dalla località di Kells, situata nella contea di Meath, in Irlanda. L'abbazia di Kells, dove il libro fu conservato per buona parte del Medioevo, fu fondata all'inizio del IX secolo, all'epoca delle invasioni vichinghe, da monaci originari dell'Abbazia di Iona, una delle isole Ebridi, situate al largo della costa occidentale della Scozia. Iona era la sede di una delle comunità monastiche più importanti della regione, tanto che San Columba, il grande evangelizzatore della Scozia, ne aveva fatto il suo principale centro missionario nel VI secolo. Quando la moltiplicazione delle incursioni vichinghe finì per rendere l'isola di Iona troppo pericolosa, la maggior parte dei monaci si trasferì a Kells, che divenne il nuovo centro delle comunità fondate da Columba.
La determinazione esatta di luogo e data della realizzazione del manoscritto è stata oggetto di dispute considerevoli. Secondo la tradizione il libro sarebbe stato redatto all'epoca di San Columba, forse da lui in persona. Studi paleografici hanno tuttavia dimostrato la falsità di questa ipotesi, dal momento che lo stile calligrafico impiegato nel libro di Kells non si è sviluppato che molto tempo dopo la morte di Columba. Gli studi paleografici datano infatti l'opera attorno all'800, circa due secoli dopo la morte di San Columba (avvenuta nel 597).
Si possono contare almeno cinque teorie differenti sull'origine geografica del manoscritto. In primo luogo il libro potrebbe essere stato scritto a Iona e quindi trasferito in fretta a Kells, cosa che spiegherebbe per quale motivo non sia mai stato terminato. Stando ad una seconda ipotesi il libro sarebbe stato redatto interamente a Iona, mentre altri studiosi avanzano la proposta che il manoscritto sia stato compiuto nello scriptorium di Kells. Una quarta ipotesi situa la creazione dell'opera nel nord dell'Inghilterra, forse a Lindisfarne: sarebbe stata poi portata a Iona e quindi a Kells. Il libro di Kells, infine, potrebbe essere stato realizzato in un non meglio determinato monastero scozzese, sebbene non ci siano prove a supporto di questa ipotesi, soprattutto a causa dell'assenza di manoscritti sopravvissuti provenienti dalla Pittavia. Anche se il problema non è ancora stato risolto in maniera soddisfacente, la seconda teoria sulla redazione del libro è quella che gode del più ampio consenso. Al di là di queste incertezze è sicuro che il libro di Kells fu realizzato da monaci appartenenti a una delle comunità di San Columba che mantenevano una stretta relazione con il monastero di Iona, se non di Iona stessa.

### Epoca medioevale
Dovunque sia stato redatto, gli storici sono tuttavia certi della sua presenza a Kells a partire dal XII secolo, o forse dall'inizio dell'XI secolo. L'abbazia di Kells, dove l'opera sarebbe stata custodita, fu però razziata e saccheggiata dai Vichinghi più volte nel X secolo; non si sa quindi come il libro si sia potuto salvare a tali scorribande. Un passo degli Annali dell'Ulster per l'anno 1006 riferisce che "il grande Evangeliario di Columcille, principale reliquia del mondo occidentale", fu rubato in piena notte da una sagrestia della grande chiesa di pietra di Cenannas (Kells) "a causa della sua preziosa rilegatura". Il manoscritto fu ritrovato qualche mese più tardi "sotto un mucchio di terra", privato della sua rilegatura in oro e pietre preziose. Se si ritiene, come si fa in genere, che il manoscritto di cui si parla sia il libro di Kells, si tratta della prima data in cui si può localizzare con certezza l'opera a Kells e lo strappo violento della rilegatura potrebbe inoltre spiegare la perdita di qualche foglio dell'inizio e della fine dell'opera.
Nel XII secolo alcuni documenti relativi alle terre possedute dall'abbazia di Kells furono ricopiati su alcune delle pagine bianche del libro, fatto che fornisce una nuova conferma della presenza dell'opera nella struttura monastica. A causa della rarità della pergamena, la ricopiatura di documenti all'interno di libri anche di grande valore era una pratica diffusa nel Medioevo.

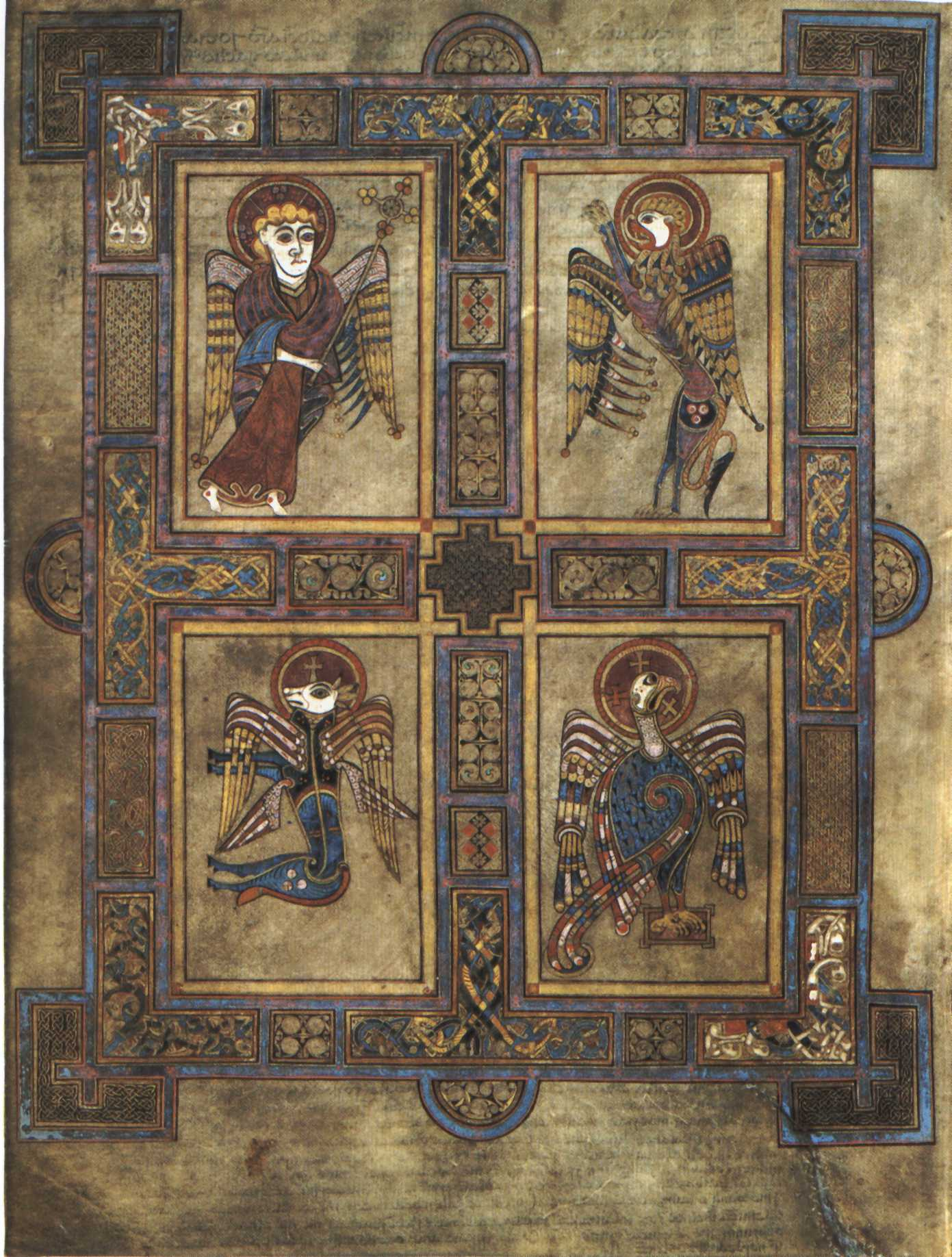
Il folio 27r contiene i simboli dei quattro evangelisti.

Uno scrittore del XII secolo, Giraldus Cambrensis, descrive in un passaggio della sua Topographia Hibernica un grande evangeliario che aveva ammirato a Kildare, vicino a Kells (presumibilmente nel monastero di Glendalough). Si suppone che la descrizione si riferisca proprio al libro di Kells: 
Dal momento che Gerardo asserisce di aver visto questo libro a Kildare, si potrebbe pensare che si tratti di un'altra opera di uguale qualità ma oggi perduta, o, con più verosimiglianza, Gerardo potrebbe aver confuso il luogo. L'abbazia di Kells fu sciolta a seguito delle riforme ecclesiastiche del XII secolo e la chiesa abbaziale fu allora trasformata in chiesa parrocchiale, ma conservò l'opera.

### Periodo moderno

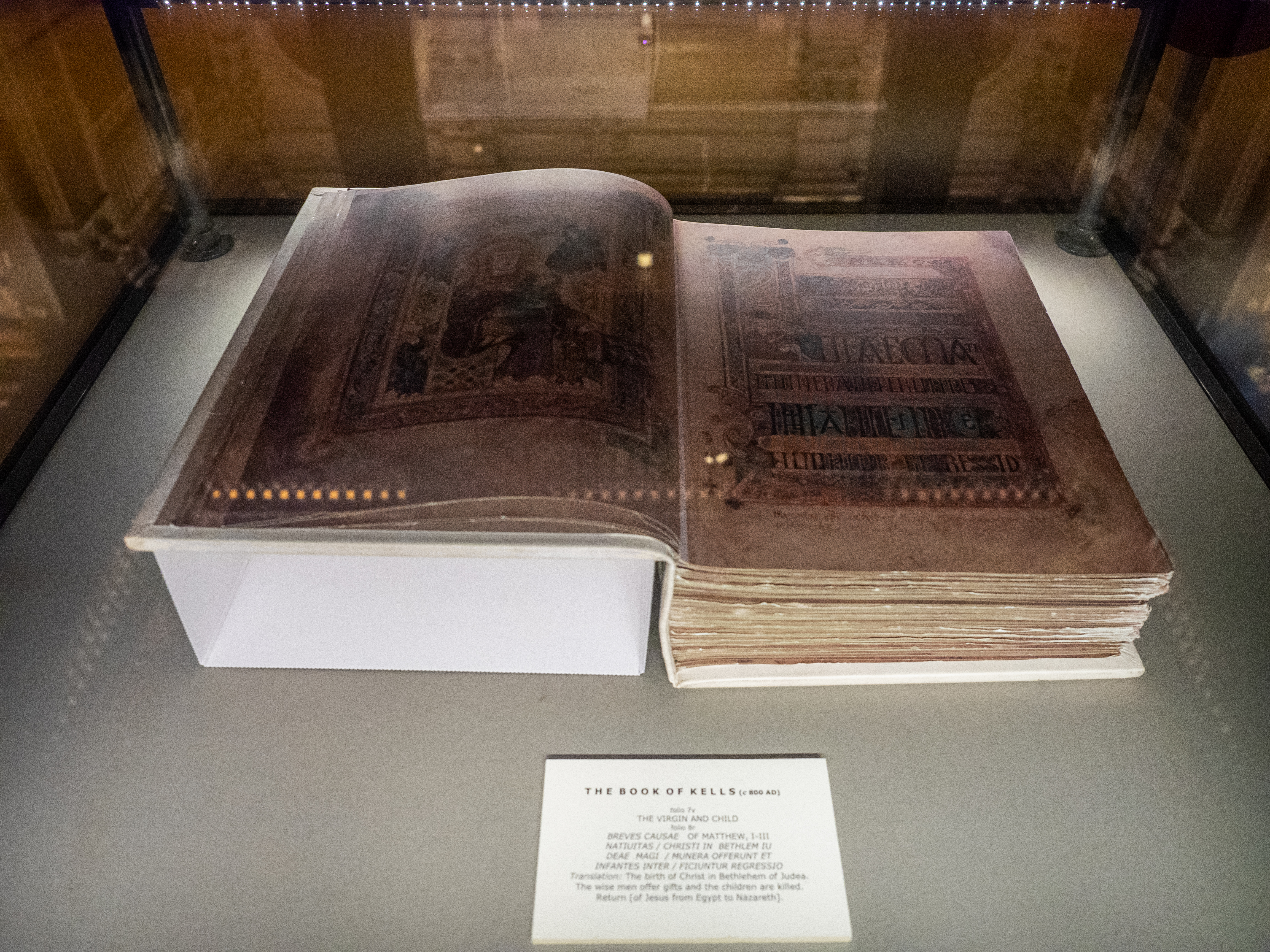
Libro di Kells, Trinity College, Dublino

Il manoscritto rimase a Kells fino al 1654, anno in cui la cavalleria di Oliver Cromwell fu acquartierata nella città e il governatore mandò il libro a Dublino perché fosse al sicuro. Henry Jones, futuro vescovo di Meath, presentò il manoscritto al Trinity College nel 1661, dove è risieduto sempre, salvo brevi periodi di esposizione temporanea altrove, dal XVII secolo. L'opera fu esposta al pubblico nella Old Library dal XIX secolo. Nel XVI secolo un certo Gerard Plunkett da Dublino aggiunse ai margini delle pagine in numeri romani i numeri dei capitoli dei Vangeli, mentre nel 1621 il vescovo di Meath James Ussher numerò le pagine. Nel 1849 la regina Vittoria e il Principe Alberto di Sassonia ebbero l'onore di firmare il libro; in realtà avevano firmato un risguardo moderno erroneamente ritenuto una delle pagine originali.
Nel corso dei secoli il libro è stato rilegato più volte. Durante una rilegatura del XVIII secolo, le pagine vennero notevolmente accorciate e piccole parti di alcune illustrazioni andarono perdute. Il libro fu rilegato anche nel 1895, ma tale rilegatura si ruppe in fretta e già alla fine degli anni venti alcuni fogli che si erano staccati erano conservati a parte. Nel 1953 l'opera fu rilegata in quattro volumi e le pagine che si erano ondulate con il tempo furono con cautela ridistese. Nel 2000, il volume contenente il Vangelo di Marco fu inviato a Canberra, in Australia, per un'esposizione sui manoscritti miniati: si trattava solo della quarta volta che il libro di Kells era inviato all'estero per una mostra. Sfortunatamente, il volume ha risentito di alcuni "danni minori alla pigmentazione", durante il viaggio, forse a causa delle vibrazioni dell'aereo nel corso del viaggio.

### Riproduzioni

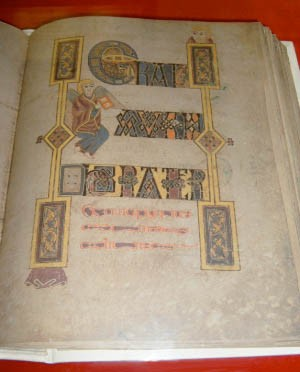
Folio 183r dal facsimile del 1990 del libro di Kells; contiene il testo "Erat autem hora tertia".

Nel 1951, l'editore svizzero Urs Graf Verlag di Berna produsse il primo facsimile del libro di Kells. La maggior parte delle pagine venne riprodotta in fotografie bianco e nero, ma quarantotto pagine (tra cui tutte le decorazioni a tutta pagina) erano a colori. Ottenuta la licenza dal Consiglio del Trinity College di Dublino, Thames and Hudson produssero una seconda edizione facsimile nel 1974. Questa edizione comprendeva tutte le illustrazioni a tutta-pagina del manoscritto oltre a una sezione rappresentativa delle decorazioni delle pagine di testo, con alcuni dettagli ingranditi di queste. Le riproduzioni erano completamente a colori, con fotografie di John Kennedy.
Nel 1979 la casa editrice svizzera Faksimile-Verlag di Lucerna chiese l'autorizzazione di stampare un facsimile tutto a colori del libro, ma il permesso fu inizialmente negato, a causa della preoccupazione che questo potesse subire danni. Nel 1986, tuttavia, la Faksimile-Verlag trovò un procedimento per rafforzare le pagine in modo che potessero essere fotografate senza essere toccate; questo rimosse le preoccupazioni del Consiglio del Trinity College, che concesse così l'autorizzazione. Dopo aver fotografato tutte le pagine, venne preparata una sola pagina facsimile per volta in modo da comparare con attenzione i colori del facsimile con quelli dell'originale e apportare gli aggiustamenti necessari. Il lavoro completo venne pubblicato nel 1990 in due volumi contenenti l'intero facsimile e i commenti degli studiosi. Una copia è custodita presso la Chiesa Anglicana di Kells, sul sito del monastero originario.
L'architetto thailandese-tedesco Mario Kleff Aunt riprodusse inoltre alcune pagine del libro di Kells e, in collaborazione con l'editore della Faksimile-Verlag Urs Düggelin, curò una mostra che esibiva queste pagine facsimile. Questi ultimi vennero creati usando le tecniche originali e vennero esibiti anche al museo diocesano di Treviri.

## Descrizione
Il libro di Kells contiene i quattro Vangeli, preceduti da prefazioni, sommari e concordanze. Il testo è scritto con inchiostro nero, rosso, purpureo e giallo in maiuscola insulare; oggi il libro consta di 340 carte, o folia, la maggior parte delle quali è parte di più ampi fogli, i bifolia, piegati in due e raccolti e cuciti assieme in fascicoli. Alcuni fogli sono inseriti nei fascicoli singolarmente.
Si ritiene che circa 30 carte siano andate perdute; quelle superstiti sono raccolte in 38 fascicoli, comprendenti dai quattro ai dodici fogli; i fogli con le decorazioni più importanti sono spesso fogli a sé stanti; in alcune pagine sono ancora visibili le linee tracciate per guidare l'amanuense nella scrittura. La pergamena è di alta qualità, sebbene lo spessore delle singole pagine sia molto diseguale: alcune sono tanto spesse da essere come cuoio, altre così sottili da apparire traslucide. Le dimensioni attuali del libro sono 330 per 250 mm, ma questa dimensione standard fu loro data solo nel corso dell'operazione di rilegatura eseguita nel XVIII secolo. Ogni pagina di testo contiene dalle 16 alle 18 righe di scrittura. In generale il manoscritto mantiene una buona condizione.

### Contenuti
Il libro, così come è preservato, contiene il testo completo dei Vangeli di Matteo, Marco, Luca e quello di Giovanni sino al capitolo 17, 13; i quattro vangeli sono preceduti da prefazioni. Il resto del Vangelo di Giovanni e una parte non meglio nota del materiale prefatorio fu perduta forse in occasione del furto che il libro subì nell'XI secolo.
La prefazione ancora esistente comprende due frammenti delle liste dei nomi ebraici contenuti nei Vangeli, le Breves causae, gli Argumenta e le tavole canoniche di Eusebio di Cesarea. È probabile che, come nei Vangeli di Lindisfarne, nel Libro di Durrow e di Armagh, la parte perduta comprendesse la lettera di san Girolamo a papa Damaso I, conosciuta come Novum opus, in cui Girolamo espone lo scopo della sua traduzione. È anche possibile, sebbene meno probabile, che ci fosse anche la lettera di Eusebio, conosciuta come Plures fuisse, in cui si spiega l'uso delle tavole canoniche.
Ci sono due frammenti delle liste dei nomi ebraici: una sul recto del primo foglio superstite e una nel folio 26, che è attualmente inserita al termine della prefazione a Giovanni. Il primo frammento contiene la fine della lista del Vangelo di Matteo, che doveva richiede al principio probabilmente altri due fogli; il secondo frammento contiene circa un quarto della lista di Luca, che doveva estendersi su altri tre fogli; la struttura del fascicolo sembra inoltre indicare che la sua attuale collocazione non è quella originale. Delle liste di Marco e Giovanni invece non vi sono tracce.

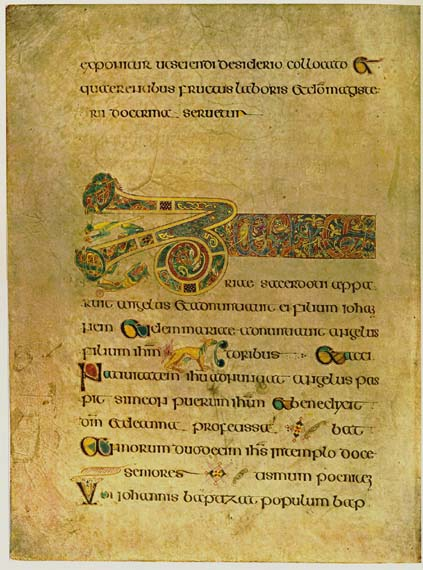
Il folio 19v contiene le Breves causae di Luca.

Le Breves causae e gli Argumenta appartengono a una tradizione manoscritta precedente alla Vulgata. Le Breves causae sono i sommari della traduzione della Vetus Latina dei Vangeli, e sono divise in capitoli, che, come i numeri delle tavole canoniche, non furono mai inseriti nel testo dei Vangeli. Tale inserimento in ogni caso appare problematico, dal momento che la numerazione faceva riferimento alle vecchie traduzioni della Bibbia, che sarebbe stato difficile armonizzare con il testo della Vulgata. Gli Argumenta sono collezioni di leggende attorno agli Evangelisti. Le Breves causae e gli Argumenta sono sistemati in un ordine inconsueto: prima le Breves Causae e gli Argumenta di Matteo, quindi quelli di Marco, e in seguito, stranamente, gli Argumenta di Luca e di Giovanni, seguiti dalle Breves causae relative. Questo ordine anomalo si incontra ugualmente nel Libro di Durrow, sebbene in quest'ultimo le parti relative agli ultimi due evangelisti si trovino, staccate, alla fine del volume, mentre negli altri evangeliari insulari ciascun vangelo è preceduto dal proprio materiale prefatorio. Tale coincidenza con il Libro di Durrow ha indotto lo studioso Thomas Kingsmill Abbott a concludere che lo scriba di Kells abbia seguito il Libro di Durrow, o un comune modello.
Il primo elenco frammentario dei nomi ebraici è seguito dalle tavole canoniche di Eusebio di Cesarea. Queste tavole, anteriori al testo della Vulgata, furono sviluppate per poter fare riferimenti incrociati ai Vangeli. Eusebio divise i Vangeli in capitoli e quindi creò delle tavole che consentissero al lettore di trovare la collocazione di un qualunque episodio in ciascuno dei Vangeli; queste tavole si trovano nella maggior parte delle copie medioevali dei Vangeli. Le tavole del libro di Kells sono quasi inutilizzabili poiché lo scriba le condensò in maniera tale da renderle confuse; in aggiunta, i numeri dei capitoli non furono mai aggiunti a margine del testo, rendendo impossibile trovare le sezioni a cui il Canone fa riferimento. La ragione per cui la numerazione dei capitoli non fu mai inserita è incerta: forse si tratta di una parte del lavoro lasciata incompiuta, o forse tale aggiunta non venne fatta per questioni estetiche.

### Testo e scrittura
Il libro di Kells contiene il testo dei quattro vangeli seguendo essenzialmente il testo della Vulgata, ma si distacca da essa con numerose varianti in cui sono invece utilizzate le traduzioni della Vetus Latina. Sebbene queste varianti siano comuni in tutti i vangeli insulari, non sembra esserci uno schema costante tra di essi e si ritiene in genere che quando gli scribi scrivevano il testo lo facessero più a memoria che copiando dall'esemplare a loro disposizione.
Il volume è scritto in maiuscola insulare, con alcune lettere minuscole, normalmente la c e la s. Il testo è di regola scritto in una linea continua. Françoise Henry ha identificato almeno tre scribi nel manoscritto, che ha battezzato mano A, B e C.
- La Mano A si riconosce nei fogli 1-19, 276-289 e dal 307 sino alla conclusione del manoscritto: usa un inchiostro marrone di galla comune nell'occidente e scrive diciotto o diciannove righe per pagina;[48]
- la Mano B si incontra dal folio 19r fino al 26 e dal folio 124 fino al 128: usa più spesso le forme minuscole, impiega inchiostro rosso, porpora e nero e scrive un numero variabile di righe per pagina;[49]
- la Mano C è responsabile invece di tutto il resto e ha quindi trascritto la maggior parte dell'Evangeliario. Il numero di forme minuscole da essa impiegate è maggiore di quello della Mano A; usa lo stesso inchiostro della Mano A e scrive diciassette righe per pagina.[50]

#### Errori
C'è un certo numero di errori tra il testo del libro di Kells e quello di norma accettato per i Vangeli. Tra i più rilevanti:
- Nella genealogia di Gesù contenuta nel Vangelo di Luca, è stato aggiunto erroneamente il nome di un ulteriore antenato.[51]
- Il passo del Vangelo di Matteo (10, 34b) che recita nella Vulgata non veni pacem mittere, sed gladium (non sono venuto a portare la pace, ma la spada), diviene nel libro non veni pacem mittere, sed gaudium (... ma la gioia); si tratta di una probabile svista del copista.[52]

### Decorazioni

#### Veduta generale

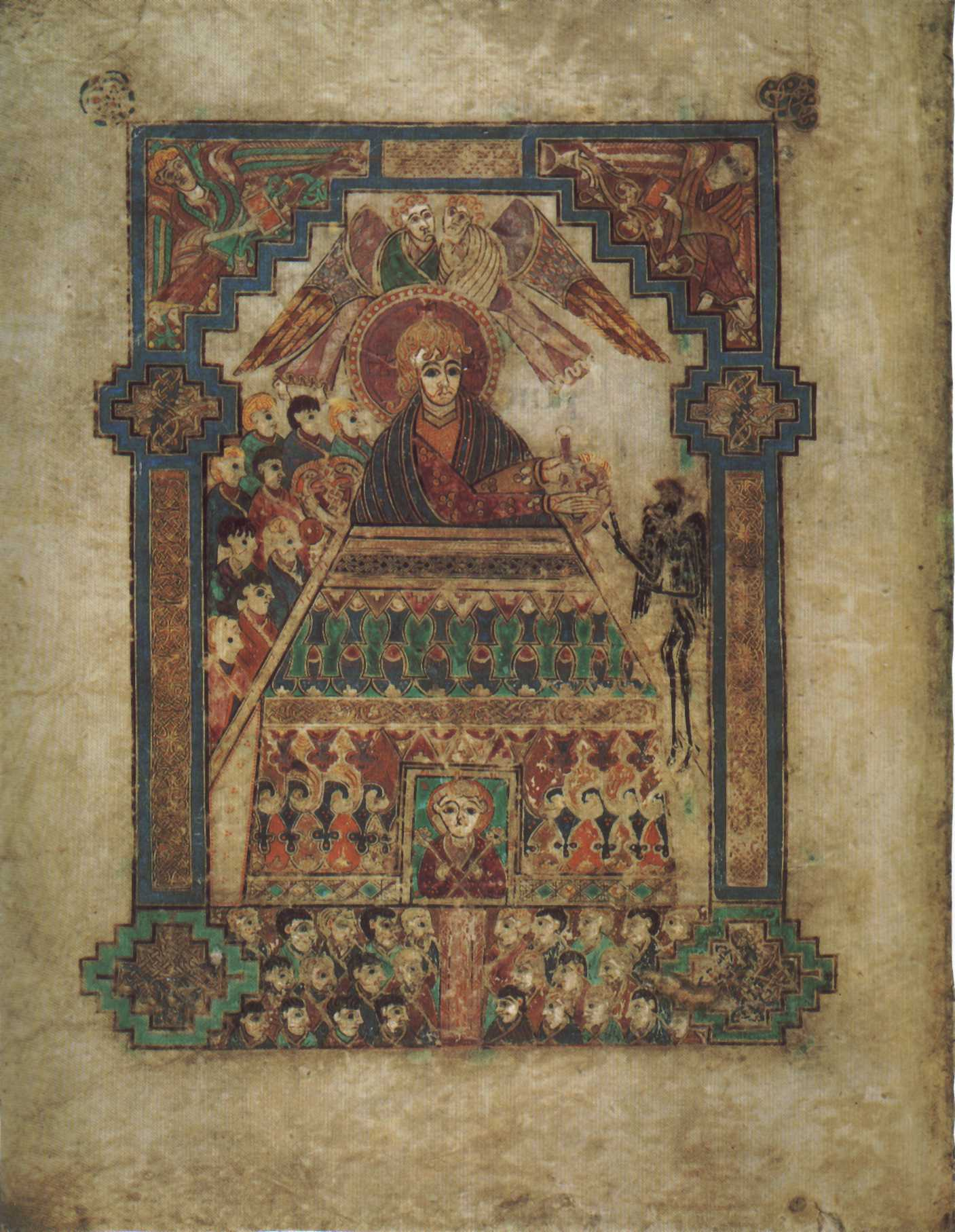
Il folio 202v contiene una rappresentazione delle Tentazioni di Gesù.

La decorazione del libro combina dettagli intricati con composizioni audaci e energiche. Le caratteristiche dell'originario manoscritto insulare, come fa notare Carl Nordenfalk, raggiungono qui la realizzazione più estrema:
Il testo è accompagnato da miniature complesse a pagina piena e da altre più piccole che decorano o illustrano il testo stesso, disposte in differenti posizioni e rappresentanti varie forme; la tavolozza dei colori usati è ampia: porpora, lilla, rosso, rosa, verde e giallo sono quelli usati più spesso, in contrasto con altri prodotti insulari, come il libro di Durrow, che utilizza solo quattro colori. Come accade di frequente con i libri insulari, il manoscritto è privo di foglie d'oro e di argento; i pigmenti impiegati sarebbero stati importati dall'area mediterranea, e, nel caso del blu di lapislazzuli, dall'Afghanistan nord-orientale.
L'apparato di miniature è di gran lunga più ricco che in ogni altro evangeliario insulare; attualmente sono dieci le pagine occupate esclusivamente da miniature:
- Due pagine con i ritratti degli evangelisti,
- Tre con i simboli degli evangelisti,
- Una pagina tappeto,
- Una pagina con miniatura della Vergine con il Bambino,
- Una pagina rappresentante Cristo in trono,
- Una raffigurante l'arresto di Cristo,
- Una pagina con le tentazioni.

13 pagine recano un testo riccamente decorato, e tra queste vi sono gli incipit dei vangeli; altre pagine sono parzialmente decorate, e anche la maggior parte delle tavole canoniche recano un'estesa ornamentazione pittorica, mentre altre decorazioni più piccole sono sparse per tutto il testo; solo due pagine non sono decorate. È probabile però che in origine la decorazione fosse ancora più sontuosa, e che altre pagine decorate siano andate perse nel corso dei secoli.

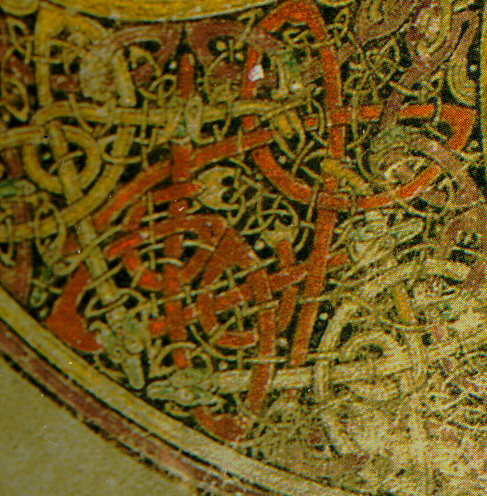
Le decorazioni nel libro di Kells possono essere incredibilmente complesse, come si può notare da questo ingrandimento del folio 34r.

Come detto, la decorazione del libro non si limita a passi fondamentali, poiché tutte le pagine con l'eccezione di due hanno almeno qualche decorazione. Sparse per il testo si trovano iniziali decorate e piccole figure di animali e uomini spesso distorte e legate in nodi complicati. Molti testi significativi come il Pater Noster hanno iniziali decorate. La pagina che contiene il testo delle Beatitudini nel Vangelo di Matteo possiede un'ampia miniatura lungo il margine sinistro della pagina in cui la lettera B che apre ogni riga è legata in una catena ornamentale. La genealogia di Cristo presente nel Vangelo di Luca contiene una miniatura simile in cui la parola qui è legata più volte lungo il margine sinistro. Molti piccoli animali disseminati lungo tutto il testo servono a segnalare una "deviazione dal percorso" (cioè un luogo dove una riga è terminata in uno spazio superiore o inferiore rispetto alla riga originale). Molti altri servono a riempire spazi a sinistra o alla fine della riga; nessuno di questi disegni è uguale a un altro. Anche alcuni errori nel testo furono corretti dai monaci con preziosi e intricati simboli simili a gioielli; nessun precedente manoscritto a noi giunto possiede una tale quantità di decorazioni.
Le decorazioni sono tutte di altissima qualità e la complessità generale di questi disegni è sorprendente. In una decorazione, che occupa una zona di due centimetri e mezzo quadrati, è possibile contare fino a 158 intrecci complessi di nastro bianco con un bordo nero su ambo i lati. Alcune decorazioni possono essere pienamente apprezzate con una lente d'ingrandimento, per quanto lenti con requisiti del genere non siano state disponibili fino a secoli dopo il completamento del libro. Il complicato intreccio di nodi nel libro di kells e in altri manoscritti presenta diversi paralleli nella coeva metallurgia e nella scultura in pietra. Questi disegni hanno goduto di lunga popolarità; in effetti molti di questi motivi sono usati ancor oggi nell'arte popolare compresa l'oreficeria e il tatuaggio.

#### Le decorazioni e il testo
Nel suo stato attuale, il manoscritto inizia con il frammento del glossario dei nomi ebrei; l'elenco occupa una colonna del folio 1r, l'altra invece reca una miniatura con i simboli dei quattro evangelisti, ora molto deteriorata. La miniatura è orientata in modo tale che il volume debba essere ruotato di 90º per poterla vedere correttamente; i simboli dei quattro evangelisti sono un tema ricorrente di tutta la decorazione del libro, e sono quasi sempre mostrati assieme a indicare l'unità del messaggio dei quattro Vangeli.

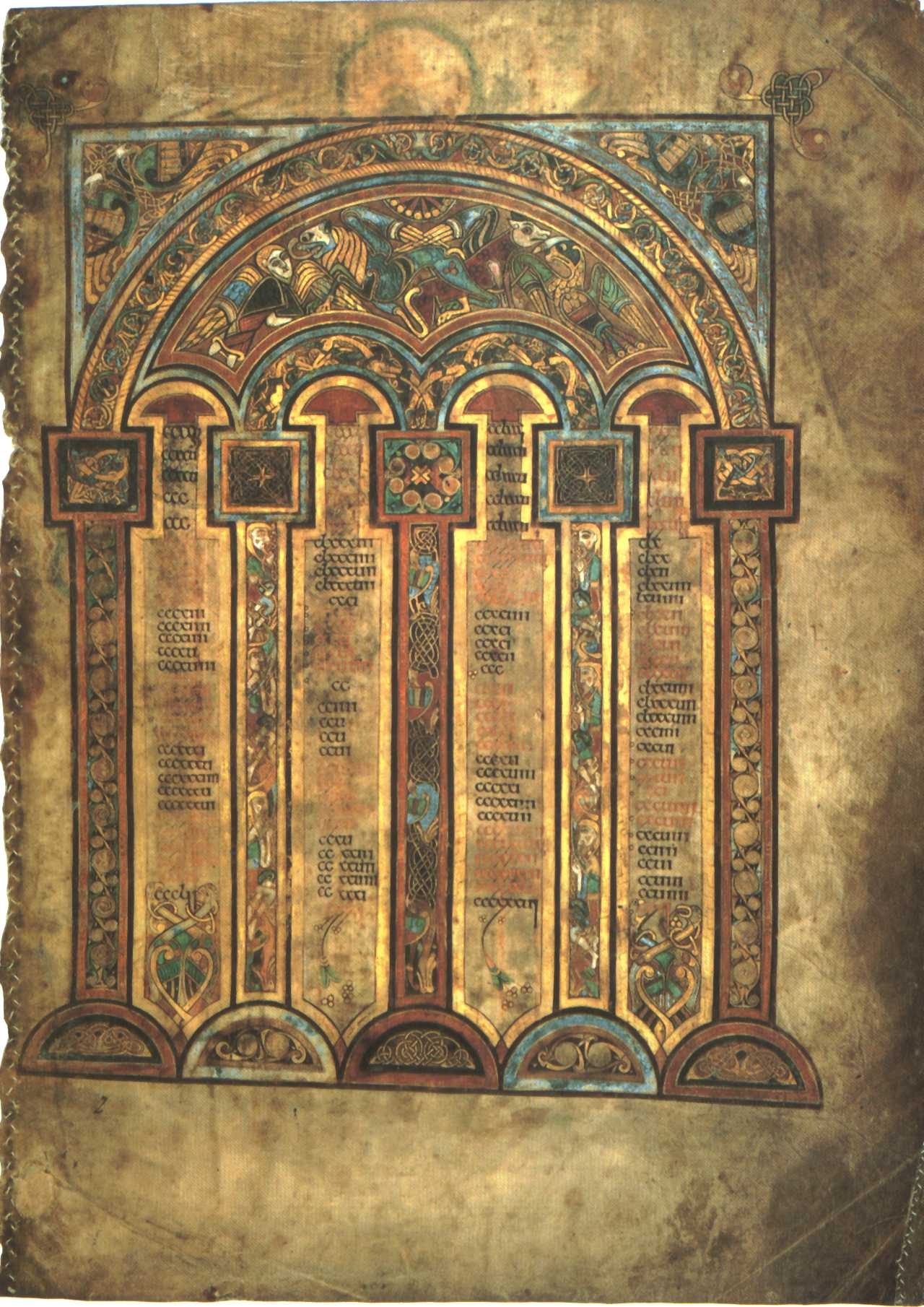
Il folio 2r del libro di Kells contiene una parte delle tavole canoniche di Eusebio di Cesarea.

L'unità dei Vangeli è ulteriormente enfatizzata dalla decorazione delle tavole canoniche di Eusebio. Di norma esse occupano dodici pagine, seguendo il glossario dei nomi ebrei, e così i creatori del manoscritto avevano progettato, ma per qualche ignota ragione due pagine furono lasciate in bianco e le tavole vennero condensate in dieci fogli, rendendole inutilizzabili. La decorazione delle prime otto pagine delle tavole canoniche è pesantemente influenzata dai primi evangeliari provenienti dall'area mediterranea. Al gusto tardoantico si lega la tradizione di racchiudere le tavole entro un'arcata; anche il libro di Kells lo fa, ma in uno spirito insulare: le arcate non sono viste come elementi architettonici, ma sono piuttosto stilizzate e ridotte a schemi geometrici decorati con motivi ornamentali, i simboli degli evangelisti occupano gli spazi soprastanti e sottostanti gli archi. Le ultime due tavole canoniche sono presentate dentro una griglia, caratteristica limitata ai libri insulari e attestata la prima volta nel Libro di Durrow.
Il resto del libro, dopo le tavole canoniche, è diviso in sezioni il cui inizio è segnato da miniature e pagine di testo interamente decorate; ogni Vangelo è introdotto da un consistente programma decorativo, mentre il materiale preliminare è considerato come una sezione e introdotto da ampie decorazioni; anche al "secondo inizio" del Vangelo di Marco è abbinata una decorazione introduttiva. 

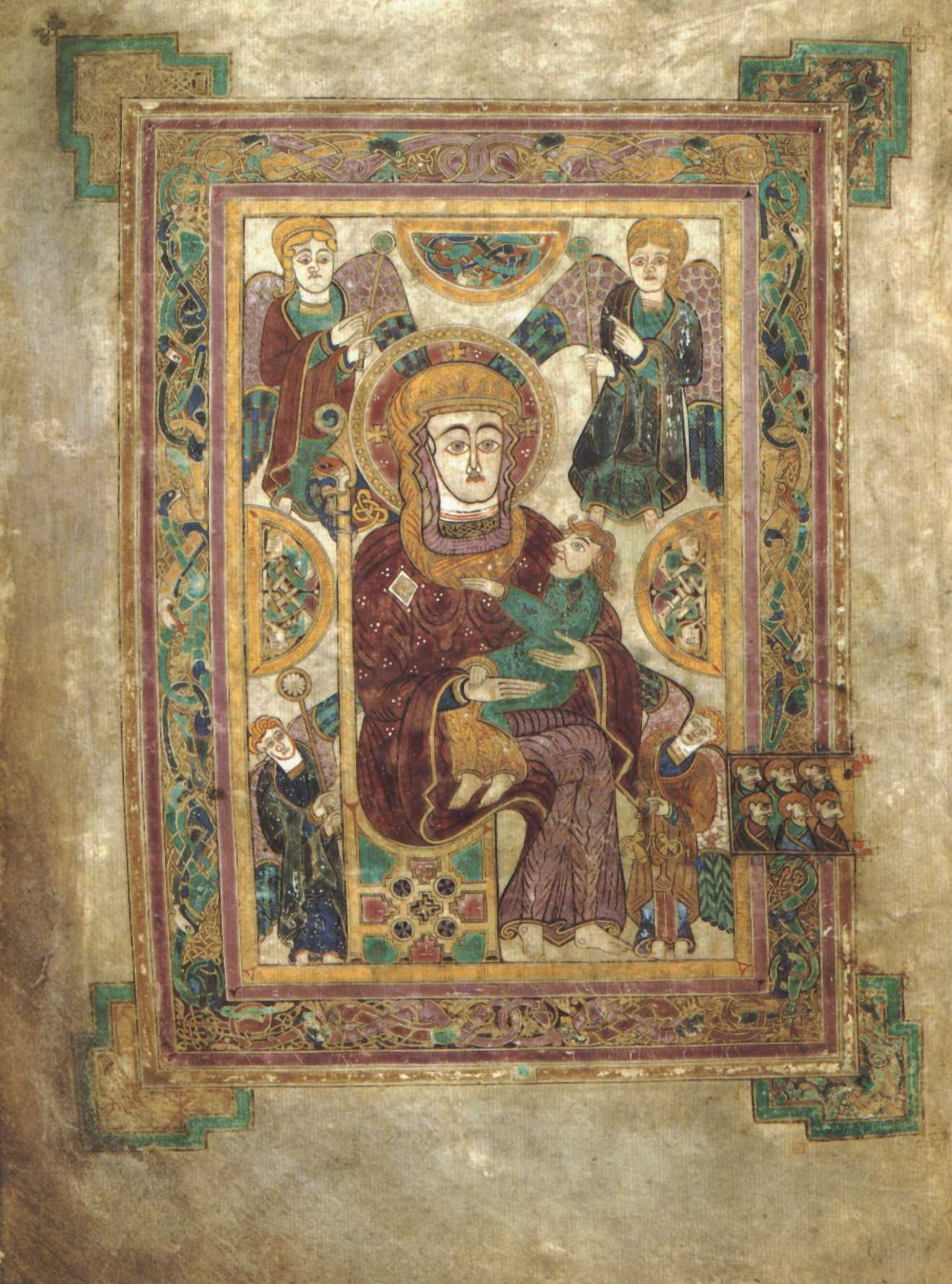
Il folio 7v contiene un'immagine della Madonna con il Bambino: si tratta della più antica immagine della Vergine in un manoscritto occidentale.

Il materiale prefatorio è introdotto da un'immagine iconica della Madonna con il Bambino: si tratta della prima immagine della Vergine in un manoscritto occidentale. Maria è mostrata in una strana combinazione tra le posizioni frontale e di tre quarti, la cui iconografia deriva in ultima analisi da un modello bizantino o copto; lo stile in cui è realizzata mostra affinità stilistiche con i rilievi del coperchio della bara di San Cutberto.
La miniatura della Vergine funge da prefazione alle Breves Causae di Matteo, che hanno inizio con la Nativitas Christi in Bethlem (la nascita di Cristo a Betlemme). La pagina iniziale del testo delle Breves Causae è decorata e racchiusa in un'elaborata cornice; anche se tutte le pagine d'inizio delle Breves Causae sono decorate, nessuna eguaglia in ricchezza quelle del Vangelo di Matteo. Secondo l'intenzione dei realizzatori del libro, ogni Vangelo doveva recare un elaborato programma decorativo come introduzione: una miniatura a piena pagina con i simboli dei quattro evangelisti, una pagina bianca e il ritratto dell'evangelista sempre a piena pagina, di fianco al testo d'inizio del Vangelo, anch'esso riccamente decorato. I Vangeli di Matteo e Giovanni possiedono ancora entrambe le loro miniature a piena pagina; il vangelo di Marco conserva solo i simboli degli evangelisti, mentre quello di Luca manca di entrambe. La decorazione dell'incipit di ciascun Vangelo è ricchissima, tanto da accostare queste parti a pagine tappeto, ed è così elaborata da rendere quasi illeggibile il testo stesso. La pagina di apertura del Vangelo di Matteo ne è un esempio.
La pagina consiste di due sole parole: Liber generationis ("Il libro delle generazioni"). Il "lib" di Liber è trasformato in un gigantesco monogramma che domina l'intera pagina. La "er" di Liber viene presentata come ornamento all'interno della "b" del monogramma "lib". La parola Generationis è spezzata in tre linee e racchiusa in una cornice elaborata nel quadrante inferiore destro della pagina. L'intero assemblaggio è racchiuso in un bordo elaborato. Il bordo e le lettere sono ulteriormente decorati con complicati nodi e spirali, molti dei quali zoomorfi. Le parole iniziali di Marco – Initium evangelii ("L'inizio del Vangelo") –, Luca – Quoniam quidem multi – e Giovanni – In principio erat verbum ("In principio era il verbo") – ricevono tutte un trattamento simile. Anche se la decorazione di queste pagine è più estesa nel libro di Kells, queste pagine vennero decorate in tutti gli altri Vangeli insulari.
Il Vangelo di Matteo mostra al principio la genealogia di Cristo. In Mt 1,18, inizia la storia della vita di Gesù. A questo "secondo inizio" di Matteo venne data enfasi in molti dei primi Libri dei Vangeli, al punto che le due sezioni venivano spesso trattate come due libri distinti. Il "secondo inizio" comincia con la parola "Cristo". Le lettere greche "Chi" e "Rho" erano spesso usate nei manoscritti medioevali per abbreviare la parola "Cristo". Nei Libri dei Vangeli Insulari il monogramma Chi Rho iniziale veniva ingrandito e decorato. Nel libro di Kells, a questo secondo inizio veniva dato un programma decorativo pari a quello dei singoli Vangeli. Il retro del folio 32 ha una miniatura di Cristo in trono (si è sostenuto che questa miniatura fosse il ritratto di uno degli evangelisti perduti. Comunque l'iconografia è abbastanza differente rispetto ai ritratti ancora esistenti, e gli studiosi attuali accettano questa identificazione e collocazione della miniatura). Opposta a questa miniatura, sul fronte del folio 33, è presente l'unica pagina tappeto del libro di Kells. Il retro vuoto del folio 33 è opposto alla più lussuosa miniatura singola del primo medioevo, il monogramma Chi Rho del libro di Kells, che funge da incipit per la narrazione della vita di Cristo.

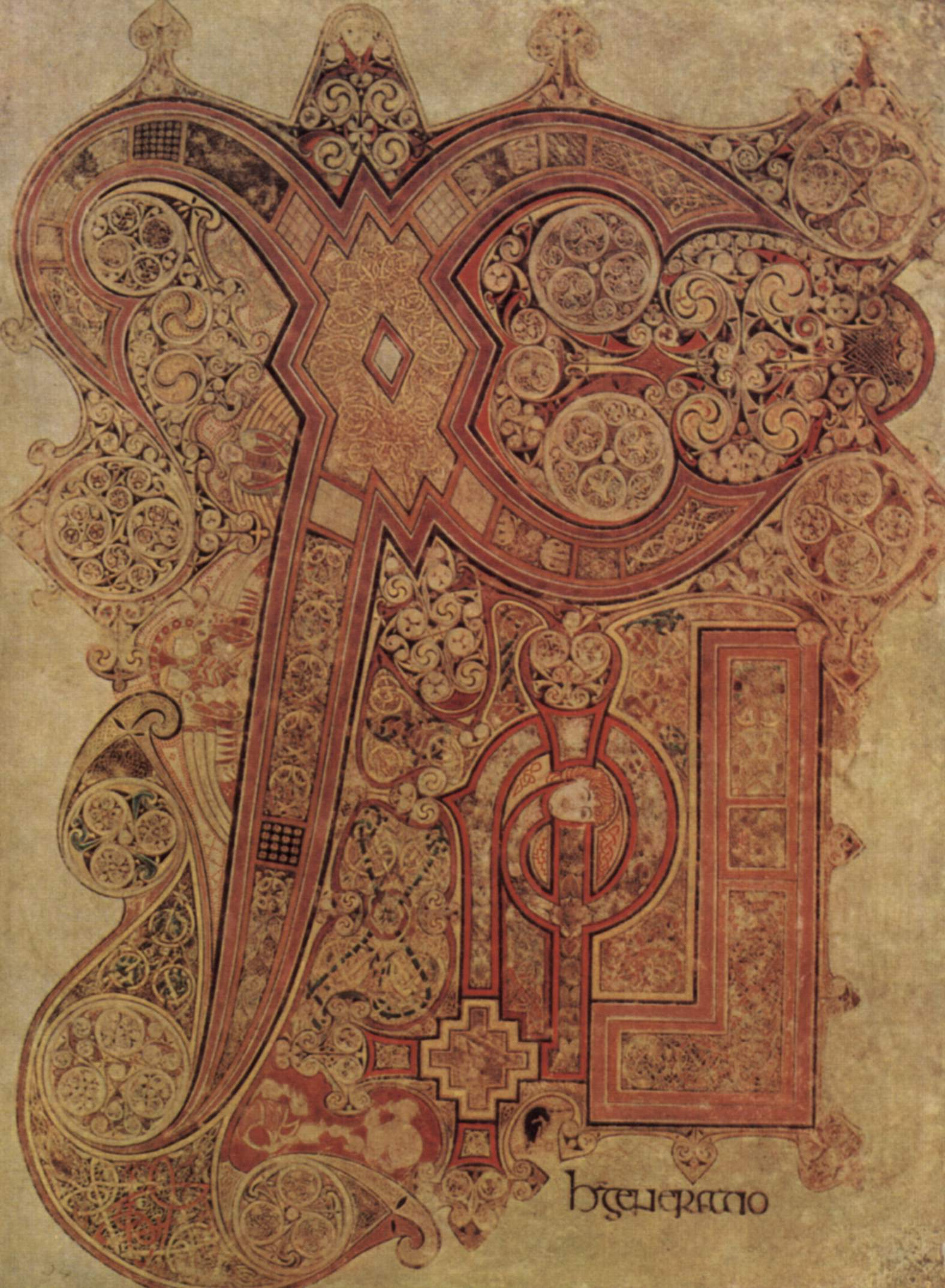
Il fronte del folio 34r contiene il monogramma Chi Rho, le prime lettere della parola "Cristo" in greco.

Nel libro di Kells, il monogramma Chi Rho è cresciuto fino a occupare l'intera pagina. La lettera "Chi" domina la pagina, con uno dei suoi bracci che l'attraversa in gran parte. La lettera "Rho" è accoccolata sotto i bracci della Chi. Entrambe le lettere sono divise in compartimenti riccamente decorati, con nodi e altri motivi. Similarmente lo sfondo è inondato di decorazioni a nodi e a riccioli. Nel mezzo di queste decorazioni sono nascosti animali e insetti. Tre angeli sorgono da uno dei bracci della croce della Chi. Questa miniatura è la più grande e sontuosa del monogramma Chi Rho tra quelle esistenti in qualsiasi Libro dei Vangeli Insulari ed è il culmine di una tradizione che iniziò con il Libro di Durrow.
Il libro di Kells contiene altre due miniature a piena pagina che illustrano episodi della passione. Il testo di Matteo è illustrato con una rappresentazione a piena pagina dell'"Arresto di Cristo" (folio 114 fronte). Gesù è mostrato sotto un'arcata stilizzata mentre viene retto da due figure più piccole. Nel testo di Luca c'è una miniatura a pagina intera della "Tentazione di Cristo" (folio 202 retro). Cristo viene mostrato dal busto in su sulla cima del Tempio. Alla sua destra una folla di persone, che forse rappresentano i suoi discepoli. Alla sua sinistra e sotto di sé ha la figura nera di Satana. Sopra aleggiano due angeli.
Il verso del folium che contiene l'Arresto di Cristo contiene un'intera pagina di testo decorato, la quale parte con l'espressione Tunc dicit illis. Nella facciata opposta alla miniatura della Tentazione c'è un'altra pagina intera di testo decorato, e oltre a questa altre cinque pagine ricevono per le illustrazioni un trattamento particolarmente elaborato. In Matteo si può trovare una decorazione a pagina intera, mentre nel Vangelo di Marco e di Luca vi sono due pagine di testo decorato. Per quanto questi testi non siano associati a miniature è probabile che queste fossero previste come decorazione per ciascuno di essi e siano state o perse o mai completate. Non c'è alcuna pagina completa di testo nel vangelo di Giovanni oltre all'incipit; negli altri tre vangeli tutte le pagine di testo decorato, eccetto il folio 188c che comincia la narrazione della Natività, ricorrono nella narrazione della Passione. Dato infine che i folia mancanti di Giovanni avrebbero narrato proprio la Passione è probabile che il quarto vangelo abbia contenuto pagine intere di testo decorato andate perdute.

## Utilizzo

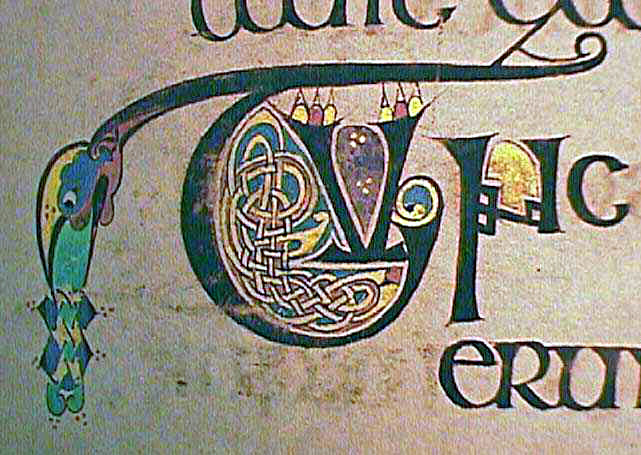
Quasi tutte le pagine del libro contengono piccole miniature come questa iniziale decorata.

Il libro aveva un utilizzo sacramentale, piuttosto che formativo o catechetico. Evangelari grandi e ricchi come il libro di Kells erano generalmente lasciati sull'altare maggiore della chiesa, utilizzati solo per la lettura del Vangelo durante la Messa; anche in quel caso è però probabile che il lettore non leggesse il testo dal libro, ma lo recitasse a memoria. A tal proposito è significativo che le Cronache dell'Ulster testimonino che il libro fu rubato dalla sagrestia, luogo dove venivano riposti gli strumenti e abbigliamenti liturgici, e non dalla biblioteca monastica. Il manoscritto assumeva quindi un valore differente rispetto alle altre opere custodite per lo studio; la struttura e la decorazione del libro sembrano essere state realizzate con il proposito di renderlo bello e sontuoso piuttosto che funzionale. Ci sono molti errori non corretti nel testo; linee troppo grandi sono spesso precedute o seguite da spazi bianchi, la suddivisione in capitoli del testo, che era necessaria per rendere utilizzabili le tavole canoniche, non fu mai inserita e in genere nulla fu fatto per turbare l'equilibrio estetico della pagina, a discapito della funzionalità.

## Nella cultura di massa
Secondo Umberto Eco il libro di Kells sarebbe stato una grande fonte di ispirazione per lo scrittore irlandese James Joyce, il quale rimase fortemente affascinato dall'opera; il manoscritto miniato rappresenterebbe il punto di partenza per la composizione di Finnegans Wake, romanzo del 1939.
Nel 2009 all'opera è stato dedicato il lungometraggio animato The Secret of Kells, vincitore di numerosi premi internazionali e candidato all'Oscar 2010 come miglior film d'animazione. Inoltre il libro gioca un ruolo fondamentale nel romanzo The Book of Kells di R.A. Macavoy, edito nel 2009.
Il libro è al centro del volume a fumetti Il libro di Kells della serie a fumetti Martin Mystère, in una storia che si conclude nel nº223 (Un altro mondo) e dell'audiodramma The Book of Kells, prodotto da Big Finish Productions e basato sulla serie televisiva Doctor Who.
Il libro compare inoltre nel DLC "L'ira dei druidi" del videogioco Assassin's Creed Valhalla.

### Testi specifici
- (EN) Harry Adés, Book of Kells, Parragon, 1999.
- (EN) T. J. Brown, Northumbria and the Book of Kells, in Anglo-Saxon England, Cambridge, University Press, 1972.
- (EN) Peter Brown, The Book of Kells: Forty-Eight Pages and Details in Color from The Manuscript in Trinity College, New York, Knopf, 1980, ISBN 0-394-73960-4.
- (EN) Carol Farr, The Book of Kells: Its Function and Audience, British Library, 1997, ISBN 0-7123-0499-1.
- (EN)  A. M. Friend Jr., The Canon Tables of the Book of Kells. In Mediæval Studies in Memory of A. Kingsley Porter. Cambridge: Harvard University Press, 1939.
- (EN) Felicity O'Mahony, The Book of Kells: Proceedings of a Conference at Trinity College, 1992, ISBN 0-85967-967-5.
- (EN)  George Henderson, From Durrow to Kells: the Insular Gospel-books, 650-800. New York: Thames and Hudson, 1987. ISBN 0-500-23474-4
- (EN) Françoise Henry, The Book of Kells, New York, Alfred A Knopf, 1974, ISBN 0-394-49475-X.
- (EN)  Susanne Lewis, Sacred Calligraphy: The Chi Rho Page in the Book of Kells. 1980.
- (EN)  P. McGurk, Two Notes on the Book of Kells and Its Relation to Other Insular Gospel Books. 1955.
- (EN) Bernard Meehan, The Book of Kells: An Illustrated Introduction to the Manuscript in Trinity College Dublin, New York, Thames and Hudson, 1994, ISBN 0-500-27790-7.
- (EN)  Sally Mussetter, An Animal Miniature on the Monogram Page of the Book of Kells. 1977.
- (EN) Marty Noble, Book of Kells Art Tattoos, Courier Dover Publications, 2001.
- (EN)  Roger Powell, The Book of Kells, the Book of Durrow, Comments on the Vellum and the Make-up and Other Aspects. 1956.
- (EN) Edward Sullivan, The Book of Kells, The Studio Ltd, 1920.
- (EN) Edward Sullivan, The Book of Kells, Londra, Studio Publications, 1952, ISBN 1-85170-196-6.
- (EN)  Martin Werner, The Madonna and Child Miniatures in the Book of Kells. 1972.
- (EN)  Book of Kells, Faksimile Verlag Luzern. Lucerna, 1990. ISBN 3-85672-031-6.
- Roger Stalley, Kells (irlandese: Ceanannus Mór), in Enciclopedia dell'Arte Medievale, Roma, Istituto dell'Enciclopedia italiana Treccani, 1996.

### Testi generali
- J. G. Jonathan Alexander, I miniatori medievali e il loro metodo di lavoro. Panini, 2003. ISBN 88-8290-582-9
- (EN)  J. G. Jonathan Alexander, Insular Manuscripts: Sixth to Ninth Century. Londra: Harvey Miller, 1978. ISBN 0-905203-01-1
- Ernest Henry Alton, Peter Meyer, Evangeliorum quattuor codex Cenannensis. Berna: Urs Graf Verlag, 1959.
- (ES) Xavier Barral I Altet, Historia del arte, Publicaciones Cruz O., 1993.
- (EN) G. Robert Calkins, Illuminated Books of the Middle Ages, New York, Cornell University Press, 1983, ISBN 0-8014-1506-3.
- Ian Chilvers, Dizionario dell'arte, Baldini Castoldi Dalai, 2008.
- (EN) Charles Reginald Dodwell, The pictorial arts of the West, 800-1200, New Haven, Yale University Press, 1993, ISBN 0-300-06493-4.
- (EN) Anne Duggan, Joan Greatrex, Brenda Bolton, Leonard Boyle, Omnia disce: medieval studies in memory of Leonard Boyle, Ashgate Publishing, 2005.
- (EN) Françoise Henry, Irish Art during the Viking Invasion, Irish Province of the Society of Jesus, 1968.
- (EN) J.A. Herbert, Illuminated Manuscript, Forgotten Books, 2010.
- (EN)  Lemur J. Hopkins-James, The Celtic Gospels, Their Story and Their Texts. Londra: Oxford University Press, 1934.
- (EN) Carl Nordenfalk, Celtic and Anglo-Saxon Painting: Book Illumination in the British Isles 600-800, New York, George Braziller, 1977, ISBN 0-8076-0825-4.
- (EN)  James J. Sweeney, Irish Illuminated Manuscripts of the Early Christian Period. New York: New American Library, 1965.

### Altri testi
- Concordanza dei quattro vangeli, Editrice Pontificia Università Gregoriana, 1992.
- (EN) ABMR - Volume 17, ABMR Publications, 1990.
- (EN) The People's magazine: an illustrated miscellany for family reading, Volume 3, Society for promoting Christian knowledge, 1869.
- (EN) The Irish Archaeological Society, Irish Archaeological Society, 1846.
- (EN) Saint Adamnan, William Reeves, The life of St. Columba, founder of Hy, University Press for the Irish Archaeological and Celtic Society, 1857.
- (EN) James S. Atherton, The Books at the Wake: A Study of Literary Allusions in James Joyce's Finnegans Wake, SIU Press, 2009.
- (EN) John Barrett, David Iredale, Discovering Old Handwriting, Osprey Publishing, 1995.
- F. Carmagnola, L'estrema prossimità. Cinque letture sulla follia nell'opera letteraria, Mimesis Edizioni, 2008.
- (EN) Bette DeBruyne Ammon, Gale W. Sherman, Worth a Thousand Words: An Annotated Guide to Picture Books for Older Readers, Libraries Unlimited, 1996, ISBN 1-56308-390-6.
- Josef Guter, I monasteri cristiani. Guida storica ai più importanti edifici monastici del mondo, Edizioni Arkeios, 2008.
- (DE) Johannes Hoops, Reallexikon der Germanischen Altertumskunde, Walter De Gruyter Inc, 2001.
- (EN) Icon Group International, Permissions: Webster's Quotations, Facts and Phrases, ICON Group International, 2008.
- (EN) Catherine E. Karkov, Michael Ryan, Robert T. Farrell, The Insular Tradition, Suny Press, 1997, ISBN 0-7914-3456-7.
- (EN) Robert T. Lambdin, Laura C. Lambdin, Encyclopedia of medieval literature, Greenwood Publishing Group, 2000.
- (EN) George Jean Nathan, Henry Louis Mencken, The American Mercury, American Mercury, 1951.
- (EN) Lawrence Ness, Early medieval art, Oxford University Press, 2002.
- Cinzia Piglione, Francesca Tasso, Arti minori, Editoriale Jaca Book, 2000.
- (EN) Lloyd Robert Laing, The archaeology of late Celtic Britain and Ireland, c. 400-1200 AD, Taylor & Francis, 1975.
- (EN) Beverly Roberts Gaventa, Mary: Glimpses of the Mother of Jesus, University of South Carolina Press, 1995.
- Ugo Rozzo, Rudj Gorian, Il libro religioso, S. Bonnard, 2002.
- (EN) Richard Sharpe, In quest of Pictish manuscripts, The Inner Rewiev, 2008.
- (EN) Paul F. State, A Brief History of Ireland, Infobase Publishing, 2009.
- (EN) Cynthia Stewart, The Catholic Church: A Brief Popular History, Saint Mary's Press, 2008.